# Orlamünde
Orlamünde är en stad i Saale-Holzland-Kreis i förbundslandet Thüringen vid Saale, 15 kilometer söder om Jena.
Kommunen ingår i förvaltningsgemenskapen Südliches Saaletal tillsammans med kommunerna Altenberga, Bibra, Bucha, Eichenberg, Freienorla, Großeutersdorf, Großpürschütz, Gumperda, Hummelshain, Kleineutersdorf, Laasdorf, Lindig, Milda, Reinstädt, Rothenstein, Schöps, Seitenroda, Sulza och Zöllnitz.
Orlanmünde var från 1000-talet huvudort i ett grevskap med samma namn, som tidvis spelade en betydande roll i nordvästra Tysklands historia och 1373 övergick i huset Wettins ägo. I senare tid har Orlamünde främst varit känd som luftkurort.